# جون بينيت (سياسي كندي)
جون بينيت هو سياسي كندي، ولد في 1832 في كندا، وتوفي في 1912 في نورث غلينغاراي في كندا. حزبياً، نشط في الحزب الليبرالي في أونتاريو ‏. وقد انتخب عضو برلمان مقاطعة أونتاريو عن دائرة Stormont (provincial electoral district) ‏ (26 يونيو 1894 – 28 يناير 1898).